# Hypogrammodes feronia
Hypogrammodes feronia là một loài bướm đêm trong họ Noctuidae.